# Diplodus capensis
Diplodus capensis és un peix teleosti de la família dels espàrids i de l'ordre dels perciformes present a les costes del sud-est de l'Atlàntic i de l'oceà Índic occidental: des d'Angola fins a Moçambic i sud de Madagascar, i, possiblement també, Maurici. Pot arribar als 45 cm de llargària total.